# Hyperbolische Menge
In der Theorie der dynamischen Systeme bezeichnet man eine unter einem Fluss invariante Menge als hyperbolische Menge, wenn der Fluss entlang dieser Menge in einigen Richtungen kontrahierend und in anderen Richtungen expandierend wirkt. Dieses Verhalten ist typisch für chaotische dynamische Systeme.

## Definition für diskrete dynamische Systeme
Sei {\displaystyle f\colon M\to M} ein Diffeomorphismus einer kompakten glatten Mannigfaltigkeit und {\displaystyle Df\colon TM\to TM} sein Differential.
Eine {\displaystyle f}-invariante Teilmenge {\displaystyle \Lambda \subset M} ist eine hyperbolische Menge, wenn die Einschränkung {\displaystyle T_{\Lambda }M:=TM\mid _{\Lambda }} des Tangentialbündels auf {\displaystyle \Lambda } sich als Whitney-Summe zweier {\displaystyle Df}-invarianter Unterbündel {\displaystyle E^{s}} und {\displaystyle E^{u}} zerlegen lässt, so dass (für eine geeignete Riemannsche Metrik) die Einschränkung von {\displaystyle Df} auf {\displaystyle E^{s}} eine Kontraktion und die Einschränkung von {\displaystyle Df} auf {\displaystyle E^{u}} eine Expansion ist. Das heißt,
{\displaystyle T_{\Lambda }M=E^{s}\oplus E^{u},}
{\displaystyle (Df)_{x}E_{x}^{s}=E_{f(x)}^{s}} and {\displaystyle (Df)_{x}E_{x}^{u}=E_{f(x)}^{u}} für alle {\displaystyle x\in \Lambda }
und es gibt Konstanten {\displaystyle 0<\lambda <1,c>0} so dass
{\displaystyle \|Df^{n}v\|\leq c\lambda ^{n}\|v\|} für alle {\displaystyle v\in E^{s}} und {\displaystyle n>0}
und
{\displaystyle \|Df^{-n}v\|\leq c\lambda ^{n}\|v\|} für alle {\displaystyle v\in E^{u}} und {\displaystyle n>0}.

## Definition für Flüsse
Sei
{\displaystyle \varphi \colon M\times \mathbb {R} \to M}
ein Fluss auf einer kompakten glatten Mannigfaltigkeit {\displaystyle M}. Für {\displaystyle t\in \mathbb {R} } bezeichnen wir mit {\displaystyle \varphi _{t}\colon M\to M} die Abbildung
{\displaystyle \varphi _{t}(x)=\varphi (x,t)}
und mit {\displaystyle D\varphi _{t}\colon TM\to TM} ihr Differential. Den Orbit eines Punktes {\displaystyle x\in M} bezeichnen wir mit
{\displaystyle {\mathcal {O}}(x,\varphi ):=\left\{\varphi (x,t)|t\in \mathbb {R} \right\}=\left\{\varphi _{t}(x)|t\in \mathbb {R} \right\}}.
Eine unter allen {\displaystyle \varphi _{t}} invariante Teilmenge {\displaystyle \Lambda \subset M} ist eine hyperbolische Menge, wenn die Einschränkung {\displaystyle TM\mid _{\Lambda }} des Tangentialbündels auf {\displaystyle \Lambda } sich als Whitney-Summe zweier {\displaystyle Df}-invarianter Unterbündel {\displaystyle E^{s}} und {\displaystyle E^{u}} und des Tangentialbündels der jeweiligen Orbiten zerlegen lässt, so dass (für eine geeignete Riemannsche Metrik) die Einschränkung von {\displaystyle Df} auf {\displaystyle E^{s}} eine Kontraktion und die Einschränkung von {\displaystyle Df} auf {\displaystyle E^{u}} eine Expansion ist. Das heißt,
{\displaystyle T_{x}M=T_{x}{\mathcal {O}}(x,\varphi )\oplus E_{x}^{s}\oplus E_{x}^{u}} für alle {\displaystyle x\in \Lambda },
{\displaystyle (D\varphi _{t})_{x}E_{x}^{s}=E_{\varphi _{t}(x)}^{s}} and {\displaystyle (D\varphi _{t})_{x}E_{x}^{u}=E_{\varphi _{t}(x)}^{u}} für alle {\displaystyle x\in \Lambda ,t\in \mathbb {R} }
und es gibt Konstanten {\displaystyle 0<\lambda <1,c>0} so dass
{\displaystyle \|D\varphi _{t}v\|\leq c\lambda ^{t}\|v\|} für alle {\displaystyle v\in E^{s}} und {\displaystyle t>0}
und
{\displaystyle \|D\varphi _{-t}v\|\leq c\lambda ^{t}\|v\|} für alle {\displaystyle v\in E^{u}} und {\displaystyle t>0}.

## Stabile und instabile Bündel, stabile und instabile Mannigfaltigkeiten
Die durch die Definition einer hyperbolischen Menge gegebenen Bündel {\displaystyle E^{s}} und {\displaystyle E^{u}} heißen stabiles und instabiles Bündel, ihre Integralmannigfaltigkeiten heißen stabile und instabile Mannigfaltigkeiten.

## Anosov-Fluss, Anosov-Diffeomorphismus
Falls {\displaystyle \Lambda =M} ist, spricht man von einem Anosov-Fluss bzw. Anosov-Diffeomorphismus. Allgemeiner werden in der Theorie der dynamischen Systeme häufig Axiom A-Flüsse bzw. Axiom A-Diffeomorphismen betrachtet.